# 1,5-二氢苊
1,5-二氢苊是一种有机化合物，化学式为C12H10，其pKa预计在20~23之内，它在氢氧化钾醇溶液中回流或和盐酸的丙酮溶液作用，会异构为1,2-二氢苊。
1,5-二氢苊可以在1,2-二氢苊和钠或锂在四氢呋喃中反应，再经质子化后产生。

## 延伸阅读
- 宇佐美 四郎, 長谷川 淳, 加藤 勉, 中村 信一, 塚島 寛. 石炭モデル化合物の還元と還元アルキル化反応 (I) - 2環と3環芳香族化合物の還元と還元メチル化反応. 燃料協会誌, 1986. 65 (12). 996-1003. doi:10.3775/jie.65.12_996.